# Felipe Poey

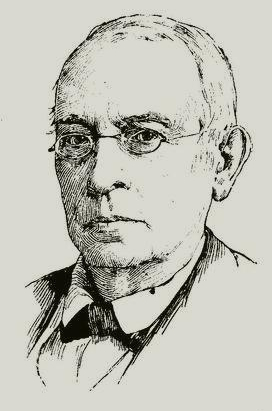
Felipe Poey

Felipe Poey y Aloy (* 26. Mai 1799 in Havanna; † 28. Januar 1891 ebenda) war ein kubanischer Naturforscher und Schriftsteller.

## Leben
Felipe Poey wurde als der Sohn einer französischen Familie in Kuba geboren. Einen Teil seiner Kindheit (vom fünften bis zum achten Lebensjahr) verbrachte er in Pau in Frankreich. Nach dem Tod seines Vaters kehrte er nach Havanna zurück und wurde in das Real Seminario de San Carlos aufgenommen, wo er Schüler von Félix Varela y Morales (1788–1853) war. Nach seinem Jura-Examen reiste er 1820 nach Spanien, wurde Anwalt und arbeitete als Professor an der Nationalen Akademie für Recht. Wegen seiner liberalen Ideen musste er Spanien 1823 verlassen und nach Kuba zurückkehren.
1825 reiste er nach Paris, wo er bedeutende Zoologen seiner Zeit kennenlernte und Mitbegründer der Französischen Gesellschaft für Insektenkunde wurde. Er arbeitete in dem Labor von Georges Cuvier und begann über Schmetterlinge zu schreiben. Er versorgte Cuvier und Achille Valenciennes mit Informationen über Fische auf Kuba. Er war Mitglied der Zoologischen Gesellschaft von London, der Gesellschaft der Freunde der Naturgeschichte in Berlin, Ehrenmitglied der Königlichen Akademie der Wissenschaften, des Museums und der Gesellschaft für Naturgeschichte von Madrid. 1839 gründete er das Museum für Naturkunde in Havanna. 1842 wurde er Professor für Zoologie und Vergleichende Anatomie an der Universität von Havanna, später Dekan der Naturwissenschaftlichen Fakultät und Vizerektor der Universität.
Er gründete die Bibliothek für Ichthyologie und Naturwissenschaften und war Mitbegründer der Akademie für Medizin, Physik und Naturwissenschaften sowie Präsident der Anthropologischen Gesellschaft von Havanna.
Poey arbeitete an zahlreichen nationalen und internationalen wissenschaftlichen Publikationen mit. 1836 verfasste er das Kompendium für kubanische Geographie (Compendio de geografía de la Isla de Cuba), das zum Grundlagenwerk wurde und zahlreiche Auflagen erlebte.

## Werke (Auswahl)
als Autor
- Compendio de geografía de la Isla de Cuba. 1836.
- Curso de zoología. 1843.
- Memorias sobre la Historia Natural de la Isla de Cuba. 1851 und 1856–1858.
- Curso elemental de Mineralogía. 1872.
- Poissons de l´Ile de Cuba. 1874.
- Ictiología cubana. 1955 und 1962.

als Übersetzer
- Gabriel Delafosse: Historia de los Imperios de Asiria. Havanna 1847.
- Gabriel Delafosse: Nociones elementales de Historia Natural. 1844 und 1862.